# Segré-en-Anjou Bleu
Segré-en-Anjou Bleu é uma comuna francesa na região administrativa da Pays de la Loire, no departamento de Maine-et-Loire. Estende-se por uma área de 241,53 km². Em 2010 a comuna tinha 18 306 habitantes (densidade: 75,8 hab./km²).
Foi estabelecida em 15 de dezembro de 2016 e consiste das antigas comunas de Aviré, Le Bourg-d'Iré, La Chapelle-sur-Oudon, Châtelais, La Ferrière-de-Flée, L'Hôtellerie-de-Flée, Louvaines, Marans, Montguillon, Noyant-la-Gravoyère, Nyoiseau, Sainte-Gemmes-d'Andigné, Saint-Martin-du-Bois, Saint-Sauveur-de-Flée e Segré.